# PRISMA
PRISMA （システマティックレビューおよびメタアナリシスのための優先的報告項目、Preferred Reporting Items for Systematic Reviews and Meta-Analyses）は、主に医療介入の有益性と有害性を評価するために使用される広範なシステマティック・レビューとメタアナリシスを著者が報告する際に役立つことを目的とした、エビデンスに基づく最小限の項目セット。
PRISMAは、著者がこうした研究を透明かつ完全に報告するための方法に焦点を当てている。従来のQUOROMに取って代わるものである。

## PRISMA声明
PRISMA声明の目的は、著者がシステマティック・レビューとメタアナリシスの報告を改善するのを支援することである。
PRISMAは、主にランダム化比較試験のシステマティック・レビューとメタアナリシスに焦点を当てているが、他のタイプの研究（診断研究、観察研究など）のレビューを報告する際の基礎としても使用できる。

## 歴史
1987年、 Cynthia Mulrowは、1985年から1986年にかけて主要な医学雑誌4誌に掲載された50のレビュー論文の方法論的な質を初めて検証した。
その結果、彼女は、8つの明確な科学的基準を満たしたものはなく、一次研究の質の評価がなされていないことが、これらのレビューの大きな陥穽であることを発見した。1987年、Sacksらは、83件のメタアナリシスの質を、6つの主要分野（研究計画、組み合わせ可能性、バイアスのコントロール、統計分析、感度分析、結果の応用）の計23項目を考慮したスコアリング法を用いて評価した。その結果、全体的に報告の質が低いことが分かり、文献検索、試験の質の評価、結果の統合などの方法を改善することが急務であることを指摘した。
1996年、30名の臨床疫学者、臨床医、統計学者、編集者、研究者からなる国際グループが、「The Quality of Reporting of Meta-analyses（QUOROM）」会議を開催し、ランダム化比較試験のメタアナリシスの報告の質を向上させるための基準について議論した。
会議の結果、システマティック・レビューやメタアナリシスの報告書の要約、序論、方法、結果、考察の望ましい提示方法を説明するQUOROMおよびそのチェックリストとフローダイアグラムが作成された。当初の18項目のうち8項目が、QUOROM報告書の基礎となった。報告の評価は、検索、選択、妥当性の評価、データの抽出、研究の特徴、定量的なデータの統合に関する見出しと小見出しに整理された。
2009年には、システマティック・レビューの科学におけるいくつかの概念的および実用的な進歩に対応するためにQUOROMが更新され、PRISMA（システマティックレビューおよびメタアナリシスの優先報告項目 Preferred Reporting Items of Systematic reviews and Meta-Analyses）と改称された。 2018年3月現在、別の更新が行われている。

## PRISMAの構成要素

### PRISMAチェックリスト
PRISMAチェックリストには、システマティック・レビューとメタアナリシスの内容に関する27項目が含まれている。タイトル、要約、方法、結果、討論、資金などである。

### PRISMAフローダイアグラム

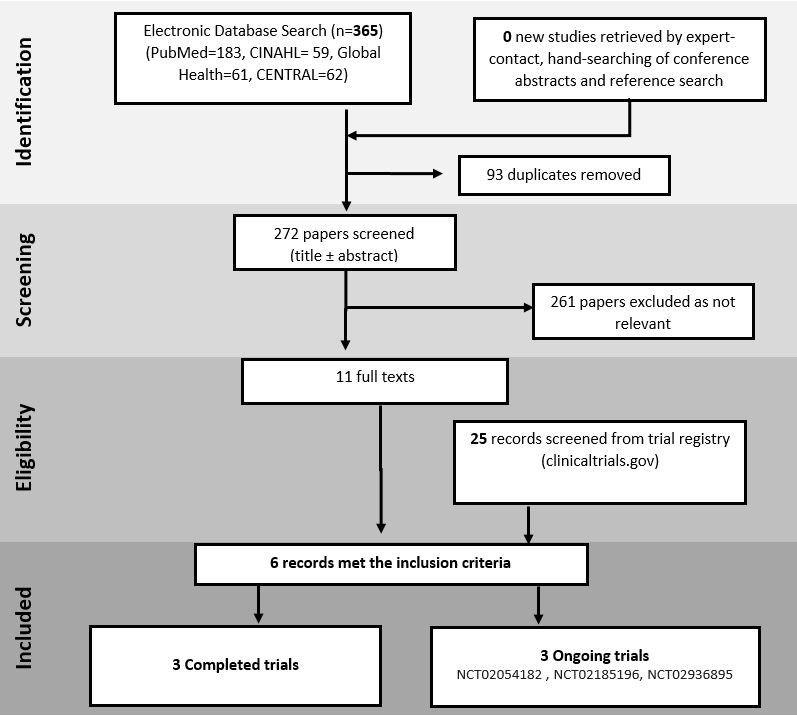
公開されたシステマティック・レビューから完成したPRISMAフローチャート

## PRISMAの影響
PRISMAのようなチェックリストを使用することで、システマティック・レビューの報告品質が向上し、システマティック・レビューにおける論文の選択プロセスに透明性をもたらす。 PRISMAステートメントは複数のジャーナルに掲載されている  。
健康に関する研究を扱うジャーナルの多くが、著者にPRISMA の遵守を求めている。PRISMAグループは、過去にQUOROMを指示していたジャーナルについては、PRISMAを用いるべきだと助言している。
主要な医学雑誌を対象とした最近の調査で、PRISMA声明が著者への指示にどの程度組み込まれているかが評価された。システマティック・レビューを発表している146誌のサンプルでは、PRISMA声明参照されていたのは27％で、専門医学雑誌（25％）よりも一般・内科系雑誌（50％）で多かった。こうした結果から、時間の経過とともに多少の改善はみられるものの、PRISMAガイドラインの採用は依然として不十分であることが分かった。
健康科学分野の約174誌が、掲載されているシステマティック・レビューやメタアナリシスの報告にPRISMAステートメントを支持している。また、PRISMAは、研究の透明性と正確な報告を促進することにより、医学研究文献の信頼性と価値を高めることを目的とした国際的なイニシアチブであるEQUATORネットワークにおいて、研究報告を評価するためのツールの一つとして採用されている。

## 拡張版
- PRISMA 2020 for Abstracts[15]
- PRISMA for Acupuncture (PRISMA - A)
- PRISMA for Diagnostic Test Accuracy
- PRISMA for Ecology and Evolutionary Biology (PRISMA-EcoEvo)
- PRISMA-Equity
- PPRISMA for reviews including harms outcomes
- PRISMA for Individual Patient Data systematic reviews (PRISMA-IPD)[16]
- PRISMA for Network Meta-Analyses (PRISMA-NMA)[17] [18]
- PRISMA for systematic review protocols (PRISMA-P)[19]
- PRISMA for Scoping Reviews (PRISMA-ScR)[20] [21]
- PRISMA for Search (PRISMA-S) [22] [23]